# Wylan Cyprien
Wylan Cyprien, né le 28 janvier 1995 aux Abymes, est un footballeur français qui évolue au poste de milieu relayeur au Changchun Yatai.

## Biographie

### Carrière en club

#### RC Lens (2012-2016)
Wylan Cyprien intègre le RC Lens après avoir été membre du Paris Football Club de 2006 à 2008,. En 2010, aux côtés de Jean-Philippe Gbamin et Ange-Freddy Plumain, il termine troisième de la Coupe Nationale U15 avec la sélection de la Ligue du Nord-Pas-de-Calais. Il joue son premier match avec le groupe professionnel à l'occasion d'un seizième de finale de Coupe de France 2012-2013, disputé et gagné par Lens sur le terrain du Stade bordelais. Cinq jours plus tard, il joue son premier match de Ligue 2 en étant titulaire lors d'un match perdu sur le terrain du Dijon FCO. Le club terminera la saison à la douzième place. Cyprien dispute cette saison-là un total de douze rencontres de championnat ainsi que trois matchs de Coupe de France sans trouver le chemin des filets.

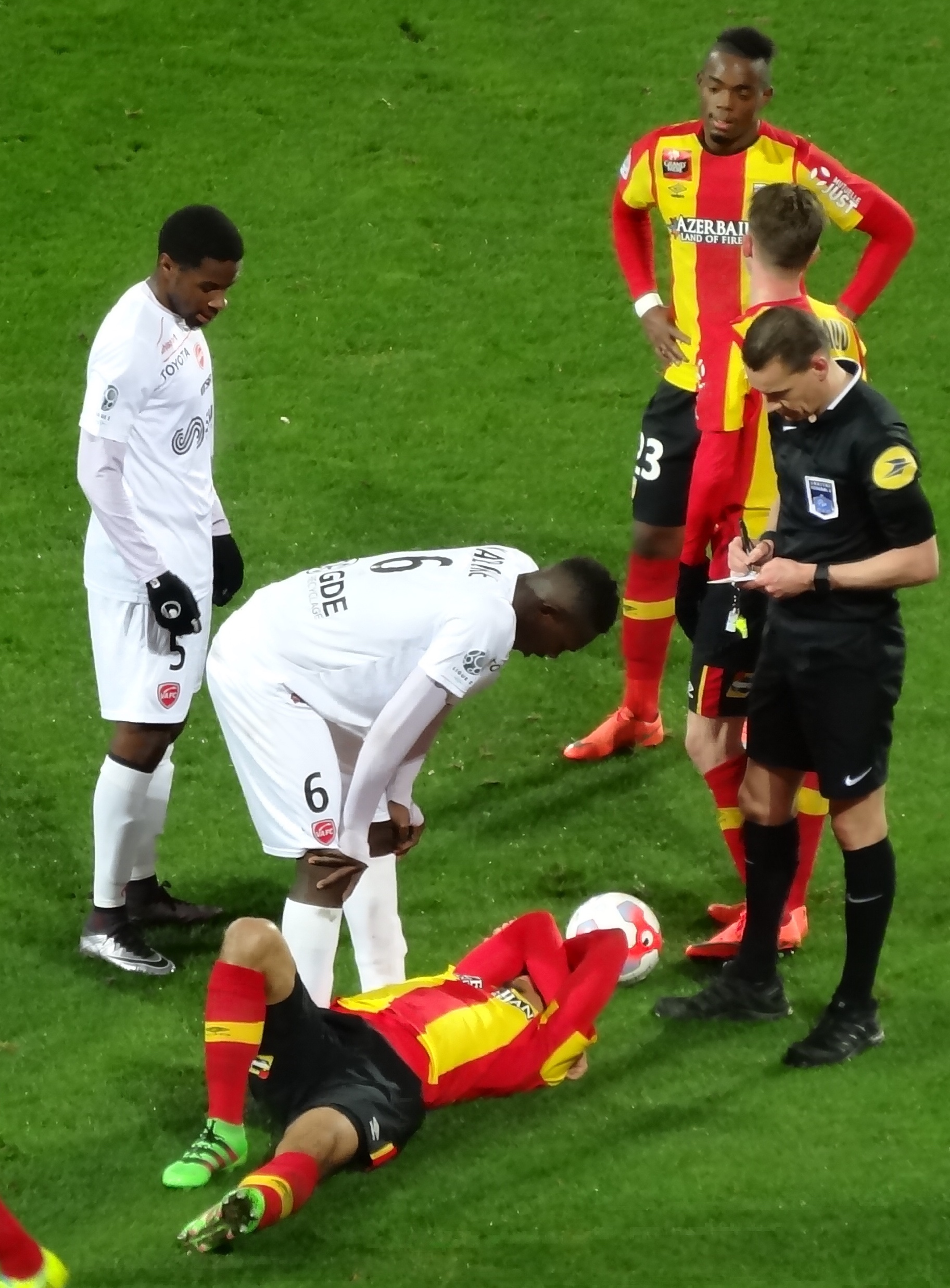
Wylan Cyprien (N°23 Lensois), contre Valenciennes.

Cyprien signe son premier contrat professionnel en octobre 2013. Il est de trois saisons, avec une quatrième en option. Un mois plus tard, il inscrit son premier but en championnat, contre le Stade Malherbe de Caen (victoire 2-1). En fin de saison, le RC Lens est promu en Ligue 1 grâce à sa deuxième place. Il prend part à 29 matchs chez les pros dont 23 en Ligue 2 pour un but.
Cyprien joue son premier match en Ligue 1 lors de la réception, qui se solde par une défaite (0-1), de Guingamp lors de la deuxième journée. Il y marque son premier but lors de la victoire lensoise (4-2, 4e journée) contre le Stade de Reims.
Le 18 février 2015, un classement établi par le Centre international d'étude du sport le positionne comme le cinquième milieu défensif de son année de naissance le plus expérimenté dans les grands championnats européens derrière Carlos Gruezo (Stuttgart), son coéquipier des équipes de France des jeunes, Adrien Rabiot (Paris SG), Melker Hallberg (Udinese) et Pierre-Emile Højbjerg (Bayern Munich prêté à Augsbourg).
Lors de la saison 2015-2016, courtisé par plusieurs clubs, il reste au Racing Club de Lens où il effectue sa dernière année en trouvant le chemin des filets à 7 reprises pour 34 matchs joués.

#### OGC Nice (2016-2020)
Le 27 juillet 2016, les clubs de Lens et Nice trouvent un accord en vue d’un transfert définitif. C’est le deuxième joueur vendu par le Racing lors de l'été 2016 après le départ d’un autre milieu formé au club, Jean-Philippe Gbamin, parti à Mayence. Le montant du transfert est estimé à 1,5 million d'euros. Il marque son premier but d'une frappe de 25 mètres lors de la quatrième journée de Ligue 1 face à Marseille (3-2) sur une passe décisive de Younès Belhanda et offre la victoire à son club. Le 11 décembre, lors d'un match nul (2-2) contre le Paris Saint-Germain, il ouvre le score sur un coup franc direct de 25 mètres plein axe, battant ainsi son ancien partenaire du RC Lens, le gardien Alphonse Areola. Lors de la 29e journée, alors que son club est sur le podium du championnat, Cyprien se blesse au genou droit lors d'un match contre le Stade Malherbe de Caen et est atteint d'une rupture du ligament croisé antérieur qui stoppe sa saison. En championnat, il a alors pris part à 29 rencontres pour 8 buts et trois passes décisives, s'imposant comme un des « hommes forts » de son club.
Après de longs mois de rééducation, et quelques matchs avec la réserve niçoise, il revient à la compétition lors de la dernière journée de Ligue Europa face au Vitesse Arheim. Lors de la 21e journée face à l'AS Saint-Étienne. Il inscrit le seul but du match sur coup franc, le premier depuis son retour à la compétition (1-0).
Lors de la saison 2018-2019, il est le délégué syndical de l'UNFP au sein de l'OGC Nice.
Au début de l'été 2020, Patrick Vieira, l'entraîneur de l'OGC Nice, indique qu'à sa demande, Wylan Cyprien a "un bon de sortie" et que le club avait recruté en conséquence, signifiant ainsi que s'il était amené à rester, il n'aurait pas la garantie d'être titulaire. Ainsi placé sur le marché, sa côte descend au cours de l'été en raison d'un manque d'offre et finalement, il fait l'objet d'un fort intérêt de la part des Girondins de Bordeaux qui espèrent le faire signer au mois de septembre 2020.

#### Parme Calcio (depuis 2020)
Wylan Cyprien rejoint finalement le Parme Calcio lors du dernier jour du mercato, le 5 octobre 2020 sous forme de prêt avec option d'achat obligatoire. En fin de prêt il rejoint le Parme Calcio pour cinq saisons contre une somme évaluée à 7 millions d'euros tandis que le club émilien-romagnol est relégué en Serie B.

#### Prêt au FC Nantes (2021-2022)
Le 24 juin 2021, il est prêté pour une saison avec option d'achat au FC Nantes.

### En sélection nationale
Wylan Cyprien compte plusieurs sélections en équipes de France de jeunes. Il joue ainsi à neuf reprises en France -16 ans, cinq fois en France -18 ans et trois fois en France -19 ans. Le 1er septembre 2015, il est appelé pour la première fois en Espoirs pour pallier la blessure de Corentin Tolisso. Rappelé en novembre 2016, il dispute cette fois deux rencontres amicales, inscrivant un but permettant la victoire de sa sélection contre l'Angleterre sur coup-franc direct (3-2).

## Statistiques
| Saison                | Club                  | Championnat           | Championnat | Championnat | Championnat | Coupe nationale | Coupe nationale | Coupe nationale | Coupe de la Ligue | Coupe de la Ligue | Coupe de la Ligue | Compétition(s) continentale(s) | Compétition(s) continentale(s) | Compétition(s) continentale(s) | Compétition(s) continentale(s) | Total | Total | Total |
| Saison                | Club                  | Division              | M.          | B.          | P.d.        | M.              | B.              | P.d.            | M.                | B.                | P.d.              | Comp.                          | M.                             | B.                             | P.d.                           | M.    | B.    | P.d.  |
| 2012–2013             | RC Lens               | Ligue 2               | 12          | 0           | 0           | 3               | 0               | 0               | -                 | -                 | -                 | -                              | -                              | -                              | -                              | 15    | 0     | 0     |
| 2013–2014             | RC Lens               | Ligue 2               | 23          | 1           | 3           | 5               | 0               | 0               | 1                 | 0                 | 0                 | -                              | -                              | -                              | -                              | 29    | 1     | 3     |
| 2014–2015             | RC Lens               | Ligue 1               | 33          | 2           | 2           | 1               | 0               | 0               | 1                 | 0                 | 0                 | -                              | -                              | -                              | -                              | 35    | 2     | 2     |
| 2015–2016             | RC Lens               | Ligue 2               | 34          | 7           | 1           | -               | -               | -               | 1                 | 0                 | 0                 | -                              | -                              | -                              | -                              | 35    | 7     | 1     |
| Sous-total            | Sous-total            | Sous-total            | 102         | 10          | 6           | 9               | 0               | 0               | 3                 | 0                 | 0                 | -                              | -                              | -                              | -                              | 114   | 10    | 6     |
| 2016–2017             | OGC Nice              | Ligue 1               | 29          | 8           | 3           | 1               | 0               | 0               | -                 | -                 | -                 | C3                             | 4                              | 1                              | 0                              | 34    | 9     | 3     |
| 2017–2018             | OGC Nice              | Ligue 1               | 16          | 2           | 0           | -               | -               | -               | 2                 | 0                 | 0                 | C3                             | 3                              | 0                              | 0                              | 21    | 2     | 0     |
| 2018–2019             | OGC Nice              | Ligue 1               | 29          | 4           | 2           | 1               | 0               | 0               | -                 | -                 | -                 | -                              | -                              | -                              | -                              | 30    | 4     | 2     |
| 2019–2020             | OGC Nice              | Ligue 1               | 20          | 7           | 3           | 3               | 0               | 0               | 1                 | 1                 | 1                 | -                              | -                              | -                              | -                              | 24    | 8     | 4     |
| Sous-total            | Sous-total            | Sous-total            | 94          | 21          | 8           | 5               | 0               | 0               | 3                 | 1                 | 1                 | -                              | 7                              | 1                              | 0                              | 109   | 23    | 9     |
| 2020–2021             | Parme Calcio (prêt)   | Serie A               | 13          | 0           | 0           | 2               | 0               | 0               | -                 | -                 | -                 | -                              | -                              | -                              | -                              | 15    | 0     | 0     |
| Sous-total            | Sous-total            | Sous-total            | 13          | 0           | 0           | 2               | 0               | 0               | -                 | -                 | -                 | -                              | -                              | -                              | -                              | 15    | 0     | 0     |
| 2021–2022             | FC Nantes (prêt)      | Ligue 1               | 24          | 2           | 3           | 5               | 0               | 0               | -                 | -                 | -                 | -                              | -                              | -                              | -                              | 29    | 2     | 3     |
| Sous-total            | Sous-total            | Sous-total            | 24          | 2           | 3           | 5               | 0               | 0               | 0                 | 0                 | 0                 | -                              | 0                              | 0                              | 0                              | 29    | 2     | 3     |
| 2022-2023             | FC Sion (prêt)        | Super League          | 17          | 3           | 0           | 3               | 1               | 0               | -                 | -                 | -                 | -                              | -                              | -                              | -                              | 20    | 4     | 0     |
| Sous-total            | Sous-total            | Sous-total            | 17          | 3           | 0           | 3               | 1               | 0               | 0                 | 0                 | 0                 | -                              | 0                              | 0                              | 0                              | 20    | 4     | 0     |
| Total sur la carrière | Total sur la carrière | Total sur la carrière | 250         | 36          | 17          | 24              | 1               | 0               | 6                 | 1                 | 1                 | -                              | 7                              | 1                              | 0                              | 287   | 39    | 18    |

## Palmarès
Cyprien remporte avec le FC Nantes la Coupe de France 2022.

## Distinction individuelle
- Nommé pour le Trophée UNFP du meilleur espoir de Ligue 1 en 2017.